# Афцелиус, Арвид-Август
А́рвид-А́вгуст Афцелиус (Авцелиус, швед. Arvid August Afzelius; 6 мая 1785 — 27 сентября 1871, Йёнчёпинг) — шведский писатель-романтик, переводчик, исследователь в области древней северной литературы; представитель так называемой Гётской школы.

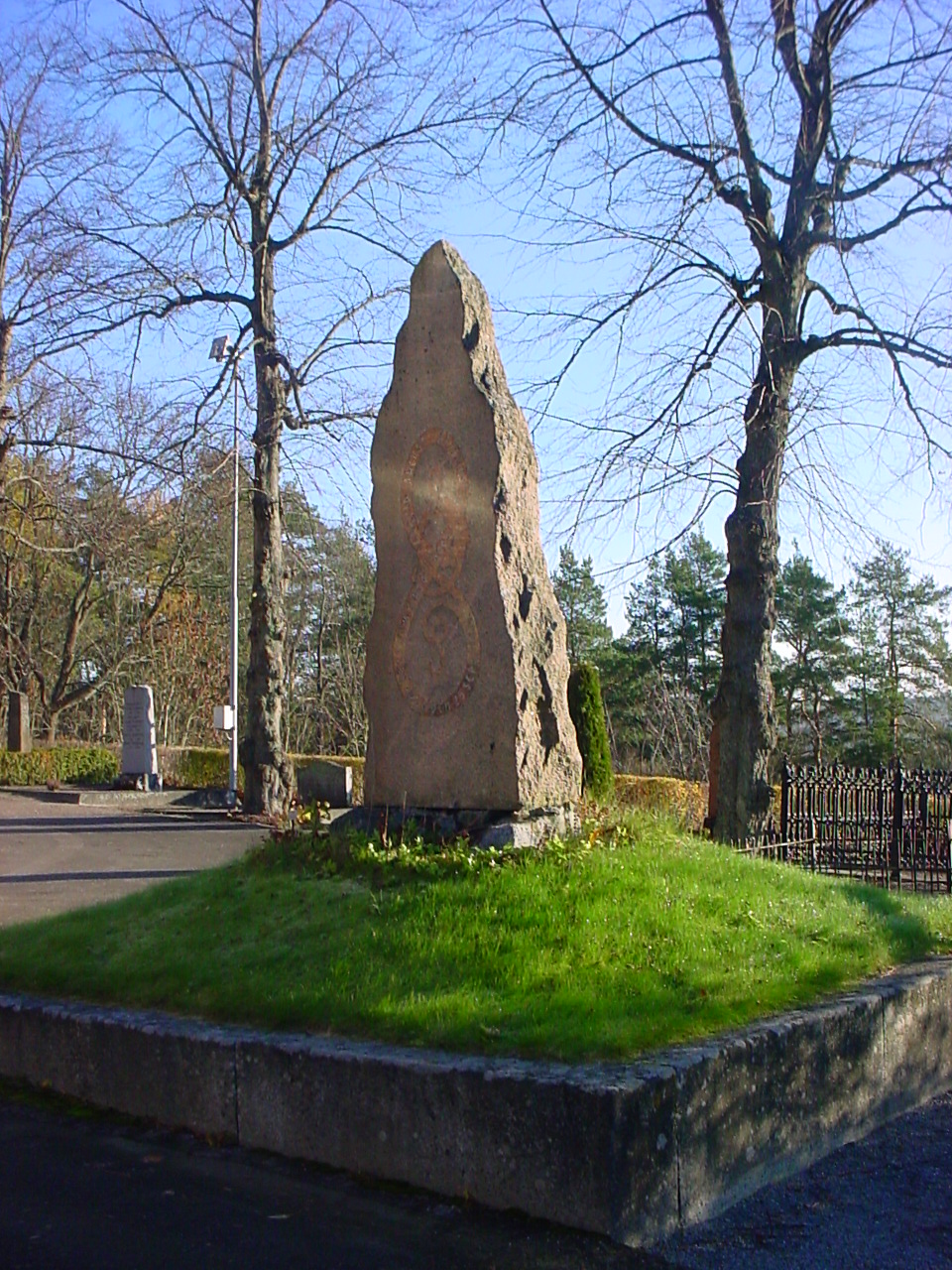
Памятник Афцелиусу на его могиле в Энчёпинге

## Биография
Был священником в Йёнчёпинге.
Составил вместе с Эриком Гейером сборник старинных шведских народных песен «Svenska folkvisor från forntiden» (3 тома, Стокгольм, 1814—1817). Другой народный песенник, который Авселиус составил по древним оригинальным песням, вышел вместе с музыкальными приложениями в «Afsked af Svenska Folksharpan» (Стокгольм, 1848).
Авселиус перевел на шведский язык скандинавскую сагу «Сага о Хервёр» («Hervarasaga», Стокгольм, 1811) и сборник древнеисландских песен о богах и героях «Старшая Эдда» («Edda Sämundar», Стокгольм, 1818), которые он издал вместе с Раском.
Написал трагедию «Den siste Tolkungen». Кроме того, занимался историей Швеции, основанной на сказаниях шведского народа, и доведённой им до смерти Карла XII под заглавием «Svenska folkets sago häfder» (ч. I—II, Стокгольм, 1839—1870). Первые части этого сочинения изданы в немецком переводе с предисловием Л. Тика («Volkssagen und Volkslieder aus Schwedens älterer und neurer Zeit», Лейпциг, 1842).
Из собственных сочинений Авцелиуса популярностью пользовались некоторые романсы.